# Sean Zawadzki
Sean Zawadzki (* 21. April 2000 in Olmsted Falls, Ohio) ist ein US-amerikanischer Fußballspieler.

## Karriere
Bis Sommer 2018 besuchte er die Academy von Columbus Crew. Anschließend spielte er im College-Fußball für die Georgetown Hoyas, von wo er auch schon von April 2019 bis Juli des Jahres an den USL League Two Klub Long Island Rough Riders verliehen wurde. Danach spielte er noch bis Ende 2021 bei seinem College-Team. Seit der Saison 2022 steht er beim MLS-Franchise Columbus Crew unter Vertrag. Er kam hier jedoch bislang nur in der MLS Next Pro für die Zweite Mannschaft zum Einsatz. Sein Debüt hier war am 4. April 2022 bei einer 0:1-Niederlage gegen den Chicago Fire FC II, bei der er in der Startelf stand und in der 67. Minute für Marco Micaletto ausgewechselt wurde.